# Лорис Стејшон (Пенсилванија)
Лорис Стејшон (енгл. Laurys Station) насељено је место без административног статуса у америчкој савезној држави Пенсилванија.

## Демографија
По попису из 2010. године број становника је 1.243.
| Група             | 2000.    | 2010.         |
| Белци             | 0 (0,0%) | 1.147 (92,3%) |
| Афроамериканци    | 0 (0,0%) | 17 (1,4%)     |
| Азијати           | 0 (0,0%) | 16 (1,3%)     |
| Хиспаноамериканци | 0 (0,0%) | 53 (4,3%)     |
| Укупно            | 0        | 1.243         |